# Iglesia de San Martín de Laspra
La Iglesia de San Martín de Laspra se encuentra en la localidad de San Martín de Laspra, en el concejo de Castrillón, Asturias.
Las primeras referencias conocidas sobre este templo figuran en el testamento del rey Alfonso III. En sus primeros tiempos se conoció como San Martín de Cellio.
Actualmente el edificio consta de una sola nave con bóveda de arista y fajones de piedra. Dispone de dos capillas a cada lado y con un ábside amplio cubierto con crucería sencilla. A este conjunto, se le ha añadido en 1787 una torre de base cuadrada que culmina con una cúpula de ocho paños y base ochabada, que remata en bola y cruz de hierro.
El retablo mayor de este templo, realizado a finales del siglo XVIII, en un estilo de transición entre el barroco y el clasicismo, está consagrado al titutal del templo: San Martín.
En el lado noroeste se encuentra adosada una pequeña ventana bífora tallada en un bloque de piedra y que se puede fechar entre los siglos IX y XI, durante el desarrollo del arte asturiano.
Cabe señalar que su emplazamiento posiblemente se encuentra sobre un templo anterior, quizá de la época romana, como lo confirmaría el hallazgo en su interior de una curiosa ara muy probablemente dedicada al culto mitraico.

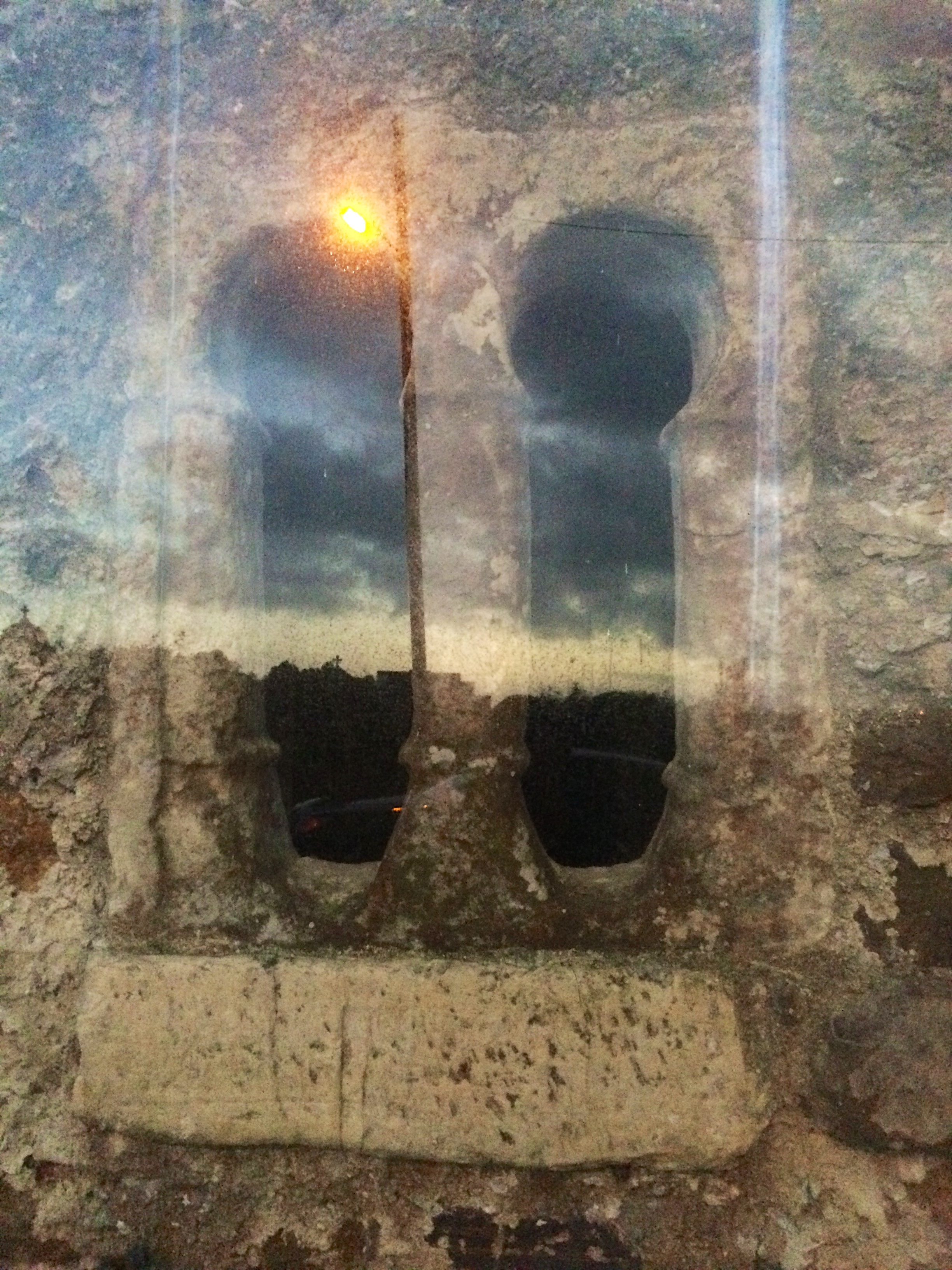
Iglesia de San Martín de Laspra, ventana prerrománica perteneciente al anterior templo